# شیروی (تورانی)
شیروی در شاهنامه پهلوان تورانی بود که در جنگ منوچهر با سلم و تور به دست گرشاسپ پهلوان ایرانی کشته شد.

## منبع
- شریفی، محمد (۱۳۸۷).  محمد‌رضا جعفری، ویراستار. فرهنگ ادبیات فارسی‌. تهران: فرهنگ نشر نو و انتشارات معین. شابک ۹۷۸-۹۶۴-۷۴۴۳-۴۱-۸.